# Irlanda en los Juegos Olímpicos de Sochi 2014
Irlanda estuvo representada en los Juegos Olímpicos de Sochi 2014 por un total de 5 deportistas que compitieron en 4 deportes. Responsable del equipo olímpico fue el Concejo Olímpico de Irlanda, así como las federaciones deportivas nacionales de cada deporte con participación.
El portador de la bandera en la ceremonia de apertura fue el esquiador alpino Conor Lyne. El equipo olímpico irlandés no obtuvo ninguna medalla en estos Juegos.